# Lautrec (film, 1998)
Pour les articles homonymes, voir Lautrec.
Pour plus de détails, voir Fiche technique et Distribution.
Lautrec est un film français réalisé par Roger Planchon et sorti en 1998, sur la vie de Henri de Toulouse-Lautrec.
Le film reçoit 2 César en 1999, Jacques Rouxel pour les décors et Pierre-Jean Larroque pour les costumes. Anémone est nommée pour le César de la meilleure actrice dans un second rôle.

## Synopsis
Ce film biographique retrace la vie du peintre, lithographe et père de l'affiche moderne. Dans la période montmartroise à la fin du 19e siècle, alors que la bonne société française allait s'encanailler dans les cabarets parisiens et les maisons closes, le jeune Henri de Toulouse-Lautrec se livre à la peinture et côtoie des prostituées afin d'oublier sa difformité.

## Fiche technique
- Réalisation et scénario : Roger Planchon
- Décors : Jacques Rouxel
- Costumes : Pierre-Jean Larroque
- Photographie : Gérard Simon
- Montage : Isabelle Devinck
- Musique : Jean-Pierre Fouquey
- Sociétés de production : Les Films du Losange[1]
- Production : Margaret Ménégoz
- Société de distribution : Profit
- Pays de production :  France
- Format : couleur - 2,35:1 - 35 mm - Son Dolby Digital
- Genre :  biographique
- Durée : 125 minutes[2]
- Date de sortie : 
  - France : 26 mai 1998 (avant-première)[3]
  - France : 9 septembre 1998

## Distribution
- Régis Royer : Henri de Toulouse-Lautrec
- Elsa Zylberstein : Suzanne Valadon
- Anémone  : Comtesse Adèle de Toulouse-Lautrec
- Claude Rich : Comte Alphonse de Toulouse-Lautrec
- Micha Lescot : Gabriel de Céleyran
- Claire Borotra : Hélène
- Hélène Babu : La Goulue
- Jean-Marie Bigard : Aristide Bruant
- Vanessa Guedj : Marie Charlet
- Éric Civanyan  : L'évêque
- Philippe Clay : Auguste Renoir
- Karel Vingerhoets (nl) : Vincent van Gogh
- Victor Garrivier : Edgar Degas
- Rosette : La patronne de la blanchisserie
- Nicolas Moreau : Émile Bernard
- Laura Préjean : Mam'zelle Arthur
- Juliette Deschamps : Jeanne
- Élodie Frenck : M'dame Fourre-Tout / P'tite Pomme

## Production

### Tournage
Le tournage se déroule :
- au château de Baville
- à Albi
- dans le 18e arrondissement de Paris : rue Ravignan, rue Chappe et à Montmartre

## Musique
Sauf indication contraire, les informations mentionnées dans cette section peuvent être confirmées par la base de données cinématographiques IMDb,  présente dans la section « Liens externes ».
- À Saint-Lazare par Jean-Marie Bigard.
- Rue Saint-Vincent par Jean-Marie Bigard.
- Ah les Salauds ! par Jean-Marie Bigard.
- La Soularde par Belle du Berry.
- Nini peau d'chien par Jean-Marie Bigard.
- À la Bastoche par Jean-Marie Bigard.
- L'Épervier Farouche par Nathalie Cerda.

## Distinctions
Récompenses
- 1999 : César des meilleurs décors pour Jacques Rouxel
- 1999 : César des meilleurs costumes pour Pierre-Jean Larroque

Nomination
- 1999 : César de la meilleure actrice dans un second rôle pour Anémone dans le rôle de la comtesse Adèle de Toulouse-Lautrec